# Meloe rufipes
Meloe rufipes là một loài bọ cánh cứng trong họ Meloidae. Loài này được Bremi-Wolf miêu tả khoa học năm 1856.